# Alexandre Schenk
Pour les articles homonymes, voir Schenk.
Alexandre Schenk, né le 22 mars 1874 à Noville et mort le 14 novembre 1910 à Lausanne, est un zoologue, paléontologue et conservateur de musée vaudois.

## Biographie
Après des études aux universités de Lausanne et d'Iéna, Alexandre Schenk est attaché en qualité d'assistant au laboratoire de zoologie et de préparateur au musée de Lausanne ; il reçoit le grade de docteur ès-sciences après la publication d'une dissertation inaugurale sur les Alcyoniidées. Devenu maître de sciences naturelles au Gymnase scientifique et à l'école normale de Lausanne. Alexandre Schenk se tourne vers les études préhistoriques et se voue plus spécialement à l'anthropologie à laquelle il est bien préparé par un stage à l'école d'anthropologie de Paris.
En 1899, il inaugure à la Faculté des sciences de l'Université de Lausanne, à titre de privat-docent, un cours didactique d'anthropologie préhistorique et de paléontologie humaine, et un cours pratique au Laboratoire d'anthropologie, enseignement qu'il continue jusqu'à son décès. À partir de 1901, chargé des fonctions de conservateur du Musée cantonal d'archéologie, avec la direction spéciale des sections anthropologique et préhistorique, il a la lourde tâche d'installer son musée dans les nouvelles galeries du Palais de Rumine. Il s'occupe avec un intérêt particulier des collections d'anatomie anthropologique, mais ne néglige pas les recherches archéologiques proprement dites : il dirige des fouilles fructueuses à la grotte du Scex de Villeneuve, station paléolithique, au vallon des Vaux, abri sous roche néolithique, à Chamblandes près Lausanne, cimetière de terriens des débuts du néolithique, à Cudrefin et à Montbec, palafittes de l'Âge du bonze du lac de Neuchâtel, etc.
Membre de diverses sociétés vaudoises et suisses de sciences naturelles, archéologiques et historiques, il reçoit des diplômes de membre honoraire ou correspondant des Sociétés de géographie de Genève et de Neuchâtel, de la Société d'anthropologie et de l'École d'anthropologie de Paris, etc.
Malgré toutes ses occupations professionnelles, Alexandre Schenk trouve le temps, dans les dix ans de son activité productrice, d'écrire une trentaine de mémoires de zoologie, d'archéologie et d'anthropologie et mène à terme La Suisse préhistorique: le paléolithique et le Néolithique.

## Sources
- « Alexandre Schenk », sur la base de données des personnalités vaudoises sur la plateforme « Patrinum » de la Bibliothèque cantonale et universitaire de Lausanne.
- F.-A. Forel, préface à l'ouvrage posthume de A. Schenk, La Suisse préhistorique: le paléolithique et le néolithique, 1912, pp. I-II 1895- include Bulletin bibliographique, by J. Deniker
- Jean-Marie Le Tensorer, Le Paléolithique suisse, (1998) p. 26.